# 大和村 (山形県)
大和村（やまとむら）は山形県東田川郡にあった村。現在の庄内町中心部の南東、最上川左岸、陸羽西線南野駅周辺にあたる。

## 地理
- 河川：最上川

### 隣接していた自治体
- 東田川郡立川町（1954年10月1日まで狩川町）、十六合村、常万村、八栄里村
- 飽海郡上郷村

## 歴史
- 1876年（明治9年）12月11日 - 三本柳村・荒興屋村が廻館村に、𣕚新田村[注 1]・庄次郎新田村が小出新田村に合併[2]。
- 1889年（明治22年）4月1日 - 町村制の施行により、古関村、沢新田村、赤淵新田村、廻館村、南野村、小出新田村[注 2]、飽海郡堤新田村[注 3]の区域をもって発足[6]。
- 1894年（明治27年）10月22日 - 庄内地震により村内5人死亡、103戸が全壊[7]。
- 1941年（昭和16年）4月10日 - 村役場が移転[1]。
- 1944年（昭和19年）7月21日 - 沢新田にある最上川の堤防が崩壊し被害が出る[8]。
- 1953年（昭和28年）5月1日 - 十六合村との境界を変更[9]。
- 1954年（昭和29年）12月1日 - 余目町・十六合村・常万村・栄村・八栄里村と合併し、改めて余目町となり消滅[10]。
- 2005年（平成17年）7月1日 - 余目町が立川町と合併して庄内町となる[11]。

## 地名
小字の出典は『山形県地名録』254-255頁による。

### 大字廻館
前身となる廻館村は、1876年12月11日に廻館村・荒興屋村・三本柳村が合併して発足した。
小字：廻館・荒奥屋・三本柳・岡崎・上大坪・下大坪・上沖・下沖・上川前・下川前・上豊浴・下豊浴・北豊浴・舘舎・新田・中島・長瀬・中染・南秋津・下秋津・村下・盛利（）

### 大字赤淵新田
小字：赤淵新田・一番割・二番割・茶畑・中川原・前割・仲割・東割・藤原台

### 大字小出新田
前身となる小出新田村は、1876年12月11日に小出新田村・𣕚新田村・庄次郎新田村が合併して発足した。
小字：小出新田・一番割・二番割・三番割・四番割・小谷地・大谷地・大割・苧畑割・土居内・土居外・沼端・二タ縄・村北

### 大字沢新田
小字：沢新田・壱枚田・錆・外東・縦野・出谷地・寺西・柳谷地・中谷地・八万坪・西中割・東中割・北中割・藤原・古川端・見取・村表・村西・元屋敷・矢之羽

### 大字堤新田
小字：堤新田・新地・新田・新畑・堰西

### 大字古関
小字：古関（ふるぜき）・前新田・新田・大割・中割・下割・上割・西ノ上割・西ノ下割・沖・川台・錆・三拾軒・下台・下道端・杉ノ下・出川原・土手ノ下・外縄（）・中縄・古館・前縄・山道端

### 大字南野
小字：南野・北野・西野・赤淵・北浦・南浦・十三割・十八軒・端福・前割

## 村長
| 代    | 氏名              | 当選年月日または 就任年月日 | 退任年月日                 | 備考                 |
| ----- | ----------------- | --------------------------- | -------------------------- | -------------------- |
| 1-2   | 赤井宗人          | 1889年（明治22年）7月3日    | 1895年（明治28年）7月23日  | 町村制施行           |
| 3-7   | 太田正平          | 1895年（明治28年）9月17日   | 1915年（大正4年）8月23日   |                      |
| 8-9   | 奥山重右衛門(8代) | 1916年（大正5年）2月        | 1921年（大正10年）6月      |                      |
| 10    | 奥山重右衛門(8代) | 1921年（大正10年）12月      | 1925年（大正14年）4月19日  | 在任中に死去         |
| 11    | 川井庄右衛門      | 1925年（大正14年）5月14日   | 1929年（昭和4年）5月17日   |                      |
| 12-13 | 奥山重右衛門(9代) | 1929年（昭和4年）11月2日    | 1934年（昭和9年）          |                      |
| 14-15 | 坂野源三郎        | 1934年（昭和9年）10月       | 1940年（昭和15年）11月     |                      |
| 16-17 | 富樫義雄          | 1941年（昭和16年）1月27日   | 1946年（昭和21年）9月30日  | 合併後に余目町長就任 |
| 18-19 | 小林徳一          | 1947年（昭和22年）4月       | 1954年（昭和29年）11月30日 | 大和村廃止           |

## 人口
1950年国勢調査による。
- 世帯数：700戸
- 人口：4,270人
- 人口密度：352人/km2
- 男女比：女性100人に対し男性98.0人

## 産業
農業戸数は1953年時点で589戸、うち専業農家は348戸であった。米の年間収穫高は1939年で955,322円であった。

## 交通

### 鉄道路線
現在は旧村域に陸羽西線の南野駅が所在するが、当時は未開業。

### バス
- 余目 - 廻館 - 鶴岡：1928年4月運行開始[20]

## 施設
- 大和村立大和小学校[21] - 1953年時点の学級数は12組、児童数は547人[22]。
- 十六合村、大和村組合立和合中学校 - 1953年4月1日、両村境に設置[23]。同年の学級数は12組、生徒数は484人[22]。
- 廻館郵便局[24]

## 名所
- 舟つなぎの松 - 巨大な一本松[25]。

## 出身著名人
- 泉山三六 - 第54代大蔵大臣[26]
- 山内敏弘 - 法学者
- 阿部亀治 - 酒米亀の尾開発者[27]
- 内藤秀因 - 画家[28]